# Уолш, Дилан
Ди́лан Ха́нтер Уо́лш (англ. Dylan Hunter Walsh, род. 17 ноября 1963) — американский актёр. Наибольшую известность ему принесла роль доктора Шона Макнамара в сериале «Части тела».

## Биография
Дилан Уолш родился в Лос-Анджелесе, штат Калифорния. Его родители работали в составе дипломатического корпуса и встретили друг друга в Эфиопии. Поэтому до 10 лет Уолш пожил в Восточной Африке, Индии и Индонезии. Когда его семья вернулась в США, его родители поселились в Виргинии, где Уолш окончил среднюю школу.
В 1986 году Дилан окончил Виргинский университет, где получил степень по английскому языку. После окончания колледжа, Уолш переехал в Нью-Йорк, чтобы начать карьеру актера.
Первую роль Уолш получил в телевизионном фильме Soldier Boys, где снялся с Джеймсом Эрлом Джонсом. Затем он сыграл в фильме «Герой-любовник (фильм)» и получил постоянную роль в сериале «Кейт и Элли». С 1989 он начал использовать псевдоним Дилан Уолш. Он продолжил работу в фильмах, таких как «Свадьба Бетси», «Конго», также он сыграл роль сына персонажа Пола Ньюмана в фильме «Без дураков».
В 2003 году Уолш получил роль доктора Макнамары в сериале «Части тела» после того как подошел к создателю сериала Райану Мёрфи в кафе. Мёрфи запомнил Уолша по работе в фильме «Без дураков» и предложил роль.
12 ноября 2007 года было объявлено, что Уолш получил главную роль в фильме-ремейке «Отчим», где сыграет роль, исполненную в своё время актёром Терри О’Куинном. Съёмки фильма начались в 2008, премьера состоялась в октябре 2009 года.

## Личная жизнь
- Первая жена — Мелора Уолтерс (1996—2003)[2]
  - дочь Джоанна (род. 1996)
  - сын Томас (род. 1997)
- Вторая жена — Джоанна Гоинг (2004—2012)[2][3]
  - дочь Стелла Хэвен (род. 2003)
- Гражданская жена — Лесли Бурк (2011—н. в.)[2][4]
  - дочь Амели Белль (род.25 сентября 2011)
  - сын Гудзон Скотт (род.1 января 2013)

## Фильмография
| Фильмы      | Фильмы                              | Фильмы                                                | Фильмы                                    |
| Год         | На русском языке                    | На языке оригинала                                    | Роль                                      |
| ----------- | ----------------------------------- | ----------------------------------------------------- | ----------------------------------------- |
| 1989        | Герой-любовник                      | Loverboy                                              | Jory Talbot                               |
| 1990        | Свадьба Бетси                       | Betsy’s Wedding                                       | Jake Lovell                               |
| 1990        | Дом там, где сердце                 | Where The Heart Is                                    | Tom                                       |
| 1993        | Ледяное безмолвие                   | Arctic Blue                                           | Eric Desmond                              |
| 1994        | Без дураков                         | Nobody’s Fool                                         | Peter Sullivan                            |
| 1994        | Радио внутри                        | Radio Inside                                          | Michael Anderson                          |
| 1995        | Конго                               | Congo                                                 | Dr. Peter Elliot                          |
| 1996        | Эдем                                | Eden                                                  | Bill Kunen                                |
| 1997        | Нимфомания                          | Men                                                   | Teo Morrison                              |
| 1997        | Меняющиеся привычки                 | Changing Habits                                       | Felix Shepherd                            |
| 1999        | Предел мечтаний                     | Chapter Zero                                          | Adam Lazarus                              |
| 1999        | Последний круиз                     | Final Voyage                                          | Aaron Carpenter                           |
| 2001        | Заводной парень                     | Jet Boy                                               | Boon Palmer                               |
| 2001        | Смертельные маленькие секреты       | Deadly Little Secrets                                 | Cole Chamberlain                          |
| 2002        | Кровавая работа                     | Blood Work                                            | Detective John Waller                     |
| 2002        | —                                   | Par 6                                                 | Mac Hegelman                              |
| 2002        | Тень сатурна                        | Power Play                                            | Matt Nash                                 |
| 2002        | Мы были солдатами                   | We Were Soldiers                                      | Capt. Robert Edwards                      |
| 2005        | Счастливчик Эдмонд                  | Edmond                                                | Interrogator                              |
| 2005        | —                                   | Antebody                                              | Jacob Ambro                               |
| 2006        | Дом у озера                         | The Lake House                                        | Morgan                                    |
| 2008        | Просто добавь воды                  | Just Add Water                                        | Ray Tuckby                                |
| 2009        | Отчим                               | The Stepfather                                        | The Stepfather/David Harris/Grady Edwards |
| 2010        | Секретариат                         | Secretariat                                           | Jack Tweedy II                            |
| Телевидение |                                     |                                                       |                                           |
| Год         | На русском языке                    | На языке оригинала                                    | Роль                                      |
| 1987        | —                                   | CBS Schoolbreak Special                               | Tom Strickland                            |
| 1987—1989   | Кейт и Элли                         | Kate & Allie                                          | Ben                                       |
| 1989        | Хамелеоны                           | Chameleons                                            | Stan                                      |
| 1989        | Когда мы были молоды                | When We Were Young                                    | Lee Jameson                               |
| 1990        | Пламя Габриэля                      | Gabriel’s Fire                                        | Louis Klein                               |
| 1993        | Контракт на убийство                | Telling Secrets                                       | Jesse Graham                              |
| 1997        | Южный Бруклин                       | Brooklyn South                                        | Officer Jimmy Doyle                       |
| 1997        | —                                   | Divided by Hate                                       | Louis Gibbs                               |
| 1998        | Почти идеальное ограбление          | The Almost Perfect Bank Robbery                       | Frank Syle                                |
| 2002        | Джо                                 | Jo                                                    |                                           |
| 2002        | Сумеречная зона                     | The Twilight Zone                                     | Adam                                      |
| 2002        | Клиника Сан-Франциско               | Presidio Med                                          | Danny Gibson                              |
| 2003        | Одинокий рейнджер                   | The Lone Ranger                                       | Kansas City Haas                          |
| 2003        | То, чего не видит глаз              | More Than Meets the Eye: The Joan Brock Story         | Jim Brock                                 |
| 2003—2004   | Любовь вдовца                       | Everwood                                              | Carl Feeney                               |
| 2003—2010   | Части тела                          | Nip/Tuck                                              | Dr. Sean McNamara                         |
| 2007        | —                                   | Lost Holiday: The Jim & Suzanne Shemwell Story        | Jim Shemwell                              |
| 2007        | Закон и порядок: Специальный корпус | Law & Order: Special Victims Unit Episode Annihilated | Malcolm Royce                             |
| 2011—2016   | Помнить всё                         | Unforgettable                                         | Эл Бернс                                  |
| 2018        | Пожизненный приговор                | Life Sentence                                         | Пол Эббот                                 |